# یاشیما گاکوتئی
یاشیما گاکوتئی (ژاپنی: 八島岳亭؛ ح. 1786 – ۱۸۶۸ (۸۱−۸۲ سال)) نقاش، و مترجم در شوگون‌سالاری توکوگاوا اهل ژاپن بود.